# NGC 4685
NGC 4685 (другие обозначения — UGC 7954, MCG 3-33-4, ZWG 100.7, PGC 43143) — линзовидная галактика (морфологический тип по Вокулёру S0) в созвездии Воло́с Вероники. Открыта Уильямом Гершелем 27 апреля 1785 года.
Этот объект входит в число перечисленных в оригинальной редакции «Нового общего каталога».
На фотоизображении DSS видна линзовидная галактика с пекулярной морфологией. Яркое, вытянутое ядро имеет тусклую внешнюю оболочку, состоящую из как минимум пяти широких выбросов вещества, три из которых направлены на север, а два на юг. При визуальном наблюдении в любительский телескоп NGC 4685 видна как небольшой, но сравнительно яркий объект в виде тонкой полоски света, вытянутой с юго-юго-востока на северо-северо-запад; она довольно хорошо очерчена и содержит маленькое звездоподобное ядро. Радиальная скорость: 6729 км/с. Расстояние: 301 млн световых лет. Диаметр: 201 тыс. световых лет.
Галактика, возможно, составляет широкую физическую пару с другой линзовидной галактикой IC 3745, находящейся на угловом расстоянии 26,7′ к юго-западу.